# Lijst van afleveringen van De film van Ome Willem
Hieronder staat een lijst van afleveringen van De film van Ome Willem.
| Nr.                    | Titel aflevering                   | Uitzending        | Liedjes |                                                                    |
| Seizoen 1 (1974)       | Seizoen 1 (1974)                   | Seizoen 1 (1974)  | Seizoen 1 (1974) | Bewaard gebleven bij het Nederlands Instituut voor Beeld en Geluid |
| ---------------------- | ---------------------------------- | ----------------- | --- | ------------------------------------------------------------------ |
| 1                      | Onder en boven                     | 16 januari 1974   | Luister even wat ik vraag (tekst: Willem Wilmink) Deze vuist op deze vuist (tekst: Willem Wilmink)                                                                              | Nee, alleen filminlassen.                                          |
| 2                      | Groot en klein                     | 13 februari 1974  | Groot of klein? Hoe zou het bij de reuzen zijn? Hoe zou het bij de kabouters zijn? (teksten: Willem Wilmink, Jan Riem, Karel Eykman en Lisette Hazelhoff)                       | Ja, in zwart-wit.                                                  |
| 3                      | Voor en achter                     | 13 maart 1974     | ? (tekst: Willem Wilmink) ? (tekst: Karel Eykman) | Nee, alleen filminlassen.                                          |
| 4                      |                                    | 8 mei 1974        | ? (tekst: Willem Wilmink) ? (tekst: Karel Eykman) | Nee, alleen filminlassen.                                          |
| 5                      |                                    | 5 juni 1974       | ? (tekst: Willem Wilmink) ? (tekst: Karel Eykman) | Nee, alleen filminlassen.                                          |
| 6                      |                                    | 3 juli 1974       | ? (tekst: Willem Wilmink) ? (tekst: Karel Eykman) | Nee, alleen filminlassen.                                          |
| 7                      |                                    | 14 augustus 1974  | ? (tekst: Willem Wilmink) ? (tekst: Karel Eykman) | Nee, alleen filminlassen.                                          |
| 8                      |                                    | 28 augustus 1974  | ? (tekst: Willem Wilmink) ? (tekst: Karel Eykman) | Nee, alleen filminlassen.                                          |
| Seizoen 2 (1974-1975)  |                                    |                   | |                                                                    |
| 9                      |                                    | 14 september 1974 | ? (tekst: Willem Wilmink) ? (tekst: Karel Eykman) | Nee, alleen filminlassen.                                          |
| 10                     | Koud en warm                       | 2 oktober 1974    | ? (tekst: Willem Wilmink) Niet wat het weer wil (tekst: Karel Eykman) | Ja.                                                                |
| 11                     |                                    | 23 oktober 1974   | ? (tekst: Willem Wilmink) ? (tekst: Karel Eykman) | Nee.                                                               |
| 12                     |                                    | 9 november 1974   | ? (tekst: Willem Wilmink) ? (tekst: Karel Eykman) | Nee.                                                               |
| 13                     |                                    | 27 november 1974  | ? (tekst: Willem Wilmink) ? (tekst: Karel Eykman) | Nee.                                                               |
| 14                     |                                    | 18 januari 1975   | ? (tekst: Willem Wilmink) ? (tekst: Karel Eykman) | Nee.                                                               |
| 15                     |                                    | 5 februari 1975   | ? (tekst: Willem Wilmink) ? (tekst: Karel Eykman) | Nee.                                                               |
| 16                     |                                    | 22 februari 1975  | ? (tekst: Willem Wilmink) ? (tekst: Karel Eykman) | Nee.                                                               |
| 17                     |                                    | 12 maart 1975     | ? (tekst: Willem Wilmink) ? (tekst: Karel Eykman) | Nee.                                                               |
| 18                     |                                    | 29 maart 1975     | ? (tekst: Willem Wilmink) ? (tekst: Karel Eykman) | Nee, alleen filminlassen.                                          |
| 19                     | Dromen                             | 16 april 1975     | ? (tekst: Willem Wilmink) ? (tekst: Karel Eykman) | Nee, alleen filminlassen.                                          |
| 20                     |                                    | 3 mei 1975        | ? (tekst: Willem Wilmink) ? (tekst: Karel Eykman) | Nee.                                                               |
| 21                     | Reizen                             | 21 mei 1975       | Kindje kan haast niet meer wakker blijven (tekst: Willem Wilmink) In Zwitserland (tekst: Willem Wilmink) Heel ver weg (tekst: Karel Eykman) Op reis (I) (tekst: Willem Wilmink) | Ja.                                                                |
| 22                     |                                    | 7 juni 1975       | ? (tekst: Willem Wilmink) ? (tekst: Karel Eykman) | Nee.                                                               |
| 23                     |                                    | 25 juni 1975      | ? (tekst: Willem Wilmink) ? (tekst: Karel Eykman) |                                                                    |
| 24                     | Rommel                             | 12 juli 1975      | Rommel (tekst: Willem Wilmink) Rommellied (tekst: Karel Eykman) | Nee.                                                               |
| 25                     |                                    | 30 juli 1975      | ? (tekst: Willem Wilmink) ? (tekst: Karel Eykman) | Nee.                                                               |
| 26                     | Verhuizen                          | 16 augustus 1975  | Ons huis van vroeger (tekst: Willem Wilmink) Verhuisd naar een nieuwe buurt (tekst: Karel Eykman)                                                                               | Nee, alleen filminlassen.                                          |
| 27                     | Raadsels                           | 3 september 1975  | ? (tekst: Willem Wilmink) ? (tekst: Karel Eykman) | Nee.                                                               |
| 28                     |                                    | 20 september 1975 | ? (tekst: Willem Wilmink) ? (tekst: Karel Eykman) | Nee, alleen filminlassen.                                          |
| Seizoen 3 (1975-1976)  |                                    |                   | |                                                                    |
| 29                     | Kapot                              | 8 oktober 1975    | ? (tekst: Willem Wilmink) ? (tekst: Karel Eykman) | Nee, alleen filminlassen.                                          |
| 30                     | Handel                             | 25 oktober 1975   | ? (tekst: Willem Wilmink) ? (tekst: Karel Eykman) | Nee, alleen filminlassen.                                          |
| 31                     |                                    | 12 november 1975  | ? (tekst: Willem Wilmink) ? (tekst: Karel Eykman) | Nee, alleen filminlassen.                                          |
| 32                     | Teuntje is jarig                   | 29 november 1975  | Nog een fles (tekst: Willem Wilmink) Elke dag jarig (tekst: Karel Eykman) | Ja.                                                                |
| 33                     | Naar de kapper                     | 17 december 1975  | Bij de kapper (tekst: Willem Wilmink) De kapper van oma (tekst: Karel Eykman)                                                                                                   | Nee, alleen filminlassen.                                          |
| 34                     |                                    | 3 januari 1976    | ? (tekst: Willem Wilmink) ? (tekst: Karel Eykman) | Nee, alleen filminlassen.                                          |
| 35                     |                                    | 21 januari 1976   | ? (tekst: Willem Wilmink) ? (tekst: Karel Eykman) | Nee, alleen filminlassen.                                          |
| 36                     | Uit logeren                        | 7 februari 1976   | In een ander huis (tekst: Willem Wilmink) Logeerkoffertje (tekst: Karel Eykman)                                                                                                 | Nee.                                                               |
| 37                     | Amerika                            | 25 februari 1976  | ? (tekst: Willem Wilmink) ? (tekst: Karel Eykman) | Nee, alleen filminlassen.                                          |
| 38                     | Boeven                             | 13 maart 1976     | Boevenlied (tekst: Willem Wilmink) Spoken onder mijn bed (tekst: Karel Eykman)                                                                                                  | Nee.                                                               |
| 39                     |                                    | 31 maart 1976     | ? (tekst: Willem Wilmink) ? (tekst: Karel Eykman) | Nee, alleen filminlassen.                                          |
| 40                     | Uit eten                           | 17 april 1976     | ? (tekst: Willem Wilmink) Uit eten gaan (tekst: Karel Eykman) | Nee.                                                               |
| 41                     | Het circus                         | 5 mei 1976        | Circus (tekst: Willem Wilmink) Het circus (tekst: Karel Eykman) | Nee.                                                               |
| 42                     | De oppas                           | 22 mei 1976       | Oppas (tekst: Willem Wilmink) ? (tekst: Karel Eykman) | Nee, alleen filminlassen.                                          |
| 43                     | Leren zwemmen                      | 9 juni 1976       | Ik bibber van de kou (tekst: Willem Wilmink) Toen je klein was, kon je zwemmen (tekst: Karel Eykman)                                                                            | Ja.                                                                |
| 44                     | Een vliegend tapijt                | 26 juni 1976      | ? (tekst: Willem Wilmink) ? (tekst: Karel Eykman) | Nee, alleen filminlassen.                                          |
| 45                     | Zeepbellenfabriek                  | 14 juli 1976      | ? (tekst: Willem Wilmink) ? (tekst: Karel Eykman) | Nee, alleen filminlassen.                                          |
| 46                     | De slang                           | 31 juli 1976      | ? (tekst: Willem Wilmink) ? (tekst: Karel Eykman) | Nee, alleen filminlassen.                                          |
| 47                     | Geheimen                           | 18 augustus 1976  | Een groot geheim (tekst: Willem Wilmink) Een geheim (tekst: Karel Eykman) | Nee, alleen filminlassen.                                          |
| 48                     | Schoonmaken                        | 4 september 1976  | Schoonmaken (tekst: Willem Wilmink) ? (tekst: Karel Eykman) | Nee.                                                               |
| 49                     | August vindt een bal               | 22 september 1976 | ? (tekst: Willem Wilmink) ? (tekst: Karel Eykman) | Nee.                                                               |
| Seizoen 4 (1976-1977)  |                                    |                   | |                                                                    |
| 50                     | Trouwen                            | 9 oktober 1976    | ? (tekst: Willem Wilmink) Waar was ik toen jullie trouwden? (tekst: Karel Eykman)                                                                                               | Nee.                                                               |
| 51                     | Stelen                             | 27 oktober 1976   | ? (tekst: Willem Wilmink) ? (tekst: Karel Eykman) | Nee, alleen filminlassen.                                          |
| 52                     |                                    | 13 november 1976  | ? (tekst: Willem Wilmink) ? (tekst: Karel Eykman) | Nee.                                                               |
| 53                     |                                    | 1 december 1976   | ? (tekst: Willem Wilmink) ? (tekst: Karel Eykman) | Nee, alleen filminlassen.                                          |
| 54                     | Wind en waaien                     | 18 december 1976  | De wind (tekst: Willem Wilmink) ? (tekst: Karel Eykman) | Nee.                                                               |
| 55                     | Vroeg naar bed                     | 5 januari 1977    | Avond (tekst: Willem Wilmink) Het wordt avond (tekst: Karel Eykman) | Nee, alleen filminlassen.                                          |
| 56                     | Teuntje heeft kiespijn             | 22 januari 1977   | ? (tekst: Willem Wilmink) ? (tekst: Karel Eykman) | Nee, alleen filminlassen.                                          |
| 57                     |                                    | 9 februari 1977   | ? (tekst: Willem Wilmink) ? (tekst: Karel Eykman) | Nee.                                                               |
| 58                     | De kat van August is dood          | 26 februari 1977  | Mijn poes is dood (tekst: Willem Wilmink) Dood vogeltje (tekst: Karel Eykman)                                                                                                   | Ja.                                                                |
| 59                     | Toon heeft in zijn broek geplast   | 16 maart 1977     | In je broek geplast (tekst: Willem Wilmink) In je broek (tekst: Karel Eykman)                                                                                                   | Ja.                                                                |
| 60                     | Wedstrijd                          | 2 april 1977      | ? (tekst: Willem Wilmink) De wielrenner (tekst: Karel Eykman) | Nee.                                                               |
| 61                     | Daar ben jij nog te klein voor     | 20 april 1977     | Daar ben jij te klein voor (tekst: Willem Wilmink) Daar ben jij te klein voor (tekst: Karel Eykman)                                                                             | Ja.                                                                |
| 62                     | Schooldokter                       | 7 mei 1977        | ? (tekst: Willem Wilmink) ? (tekst: Karel Eykman) | Nee, alleen filminlassen.                                          |
| 63                     | Onder de douche                    | 25 mei 1977       | ? (tekst: Willem Wilmink) De watertelefoon (tekst: Karel Eykman) | Nee, alleen filminlassen.                                          |
| 64                     | Speeltuin                          | 11 juni 1977      | Speeltuin (tekst: Willem Wilmink) ? (tekst: Karel Eykman) | Nee.                                                               |
| Seizoen 5 (1977-1978)  |                                    |                   | |                                                                    |
| 65                     | Strand                             | 7 september 1977  | ? (tekst: Willem Wilmink) ? (tekst: Karel Eykman) | Nee.                                                               |
| 66                     | Schoonmaken en opruimen            | 24 september 1977 | Moeder is boos (tekst: Willem Wilmink) ? (tekst: Karel Eykman) | Nee.                                                               |
| 67                     | Nieuwe kleren kopen                | 12 oktober 1977   | Kleren passen, kleren kopen (tekst: Willem Wilmink) Een echte jongedame (tekst: Karel Eykman)                                                                                   | Nee.                                                               |
| 68                     | August moet een bril dragen        | 29 oktober 1977   | ? (tekst: Willem Wilmink) ? (tekst: Karel Eykman) | Nee.                                                               |
| 69                     | Teuntje wordt voorgetrokken        | 16 november 1977  | Voortrekken (tekst: Willem Wilmink) ? (tekst: Karel Eykman) | Nee.                                                               |
| 70                     | August is zoek                     | 3 december 1977   | Verdwaald in het warenhuis (tekst: Willem Wilmink) In de Bijenkorf (tekst: Karel Eykman)                                                                                        | Ja.                                                                |
| 71                     | Ome Willem gaat vissen             | 21 december 1977  | ? (tekst: Willem Wilmink) ? (tekst: Karel Eykman) | Nee, alleen filminlassen.                                          |
| 72                     | Ome Willem wil uitslapen           | 7 januari 1978    | Slaapliedje (tekst: Willem Wilmink) ? (tekst: Karel Eykman) | Nee.                                                               |
| 73                     | Er dreigt gevaar                   | 25 januari 1978   | ? (tekst: Willem Wilmink) ? (tekst: Karel Eykman) | Nee, alleen filminlassen.                                          |
| 74                     | Verkeer                            | 11 februari 1978  | Auto’s (tekst: Willem Wilmink) ? (tekst: Karel Eykman) | Nee, alleen filminlassen.                                          |
| 75                     | Er ligt een tegel los              | 1 maart 1978      | Treurlied van de losse tegel (tekst: Willem Wilmink) ? (tekst: Karel Eykman) | Nee.                                                               |
| 76                     | Ome Willem heeft een snoepwinkel   | 18 maart 1978     | Verliefd (tekst: Willem Wilmink) ? (tekst: Karel Eykman) | Nee.                                                               |
| 77                     | Klikspaan                          | 5 april 1978      | Wat is klikken? (tekst: Willem Wilmink) ? (tekst: Karel Eykman) | Nee, alleen filminlassen.                                          |
| 78                     | Enge dromen                        | 22 april 1978     | Dromen (tekst: Willem Wilmink) ? (tekst: Karel Eykman) | Nee, alleen filminlassen.                                          |
| 79                     | Vanmiddag is Bertha er ook bij     | 10 mei 1978       | Ze zeggen dat Bertha niet eens bestaat (tekst: Willem Wilmink) ? (tekst: Karel Eykman)                                                                                          | Nee.                                                               |
| 80                     | August komt op de televisie        | 27 mei 1978       | August mag raden (tekst: Willem Wilmink) August komt op de TV (tekst: Karel Eykman)                                                                                             | Ja.                                                                |
| Seizoen 6 (1978-1979)  |                                    |                   | |                                                                    |
| 81                     | Ome Willem moet vermageren         | 9 september 1978  | Veel te dik (tekst: Willem Wilmink) ? (tekst: Karel Eykman) | Nee, alleen filminlassen.                                          |
| 82                     | August moet naar het ziekenhuis    | 27 september 1978 | In het ziekenhuis (tekst: Willem Wilmink) Terug uit het ziekenhuis (tekst: Karel Eykman)                                                                                        | Nee, alleen filminlassen.                                          |
| 83                     | Tante Truus komt                   | 14 oktober 1978   | Tante Truus (tekst: Willem Wilmink) ? (tekst: Karel Eykman) | Nee, alleen filminlassen.                                          |
| 84                     | Ze zijn allemaal jaloers           | 1 november 1978   | ? (tekst: Willem Wilmink) Ze zijn allemaal jaloers (tekst: Karel Eykman) | Nee, alleen filminlassen.                                          |
| 85                     | Ome Willem heeft last van muizen   | 18 november 1978  | ? (tekst: Willem Wilmink) ? (tekst: Karel Eykman) | Nee, alleen filminlassen.                                          |
| 86                     | Sinterklaas is jarig               | 6 december 1978   | ? (tekst: Willem Wilmink) ? (tekst: Karel Eykman) | Nee, alleen filminlassen.                                          |
| 87                     | Kerstmis                           | 23 december 1978  | Kerstlied (tekst: Willem Wilmink) Jezus verjaardag (tekst: Karel Eykman) | Ja.                                                                |
| 88                     | Naar school                        | 10 januari 1979   | Wat is er op school? (tekst: Willem Wilmink) ? (tekst: Karel Eykman) | Nee.                                                               |
| 89                     | Toon wil een hond                  | 27 januari 1979   | Zo leuk, zo lastig (tekst: Willem Wilmink) Samen met je hondje (tekst: Karel Eykman)                                                                                            | Ja.                                                                |
| 90                     | Een lastige buurman                | 14 februari 1979  | Dieven (tekst: Willem Wilmink) Verhuizen (tekst: Willem Wilmink) Nog een stuk burengerucht (tekst: Karel Eykman)                                                                | Ja.                                                                |
| 91                     | Er komt een Chinees                | 3 maart 1979      | Chinese taalles (tekst: Willem Wilmink) Gaan chinezen (tekst: Karel Eykman) | Ja.                                                                |
| 92                     | August heeft geld nodig            | 21 maart 1979     | Drie bedelaars (tekst: Willem Wilmink) Aan de knikker (tekst: Karel Eykman) | Ja.                                                                |
| 93                     | De vader van Ome Willem            | 7 april 1979      | Met een vader is het juist zo… (tekst: Willem Wilmink) Je vader (tekst: Karel Eykman)                                                                                           | Ja.                                                                |
| 94                     | August is boos                     | 25 april 1979     | Ruzie (I) (tekst: Willem Wilmink) Driftbui (tekst: Karel Eykman) | Ja.                                                                |
| 95                     | Toon en August krijgen een cadeau  | 12 mei 1979       | De pop en de trein (tekst: Willem Wilmink) Waarom andersom? (tekst: Karel Eykman)                                                                                               | Ja.                                                                |
| 96                     | In de natuur                       | 30 mei 1979       | Naar het bos (tekst: Willem Wilmink) In het groene dal (tekst: Karel Eykman) | Nee.                                                               |
| Seizoen 7 (1979-1980)  |                                    |                   | |                                                                    |
| 97                     | De clowns stinken                  | 17 oktober 1979   | Stinklied (tekst: Willem Wilmink) Te kort jakje (tekst: Karel Eykman) Krimpolien (tekst: Willem Wilmink)                                                                        | Ja.                                                                |
| 98                     | Nieuwe kleren                      | 3 november 1979   | Klerenlied (tekst: Willem Wilmink) Eerste vlekjes reggae (tekst: Karel Eykman)                                                                                                  | Ja.                                                                |
| 99                     | Sinterklaas komt niet              | 21 november 1979  | Sinterklaaslied (tekst: Willem Wilmink) Stel je eens voor (tekst: Karel Eykman)                                                                                                 | Nee.                                                               |
| 100                    | Ome Willem wil er eens uit         | 8 december 1979   | Weet je nog waar we zijn? (tekst: Willem Wilmink) Er eens helemaal uit (tekst: Karel Eykman)                                                                                    | Nee.                                                               |
| 101                    | Honderd keer Ome Willem            | 26 december 1979  | Iedereen krijgt een medaille (tekst: Willem Wilmink) Ik weet nog goed hoe het begon (tekst: Karel Eykman)                                                                       | Ja.                                                                |
| 102                    | Ome Willem wil geaaid worden       | 12 januari 1980   | Ik durf het geitje te aaien (tekst: Willem Wilmink) Aai luf joe (tekst: Karel Eykman)                                                                                           | Ja.                                                                |
| 103                    | Zakgeld                            | 30 januari 1980   | Een zak drop (tekst: Willem Wilmink) Laat het rollen (tekst: Karel Eykman) | Nee, alleen filminlassen.                                          |
| 104                    | Teuntje is op Harry                | 16 februari 1980  | Lieve Harry (tekst: Willem Wilmink) Ballade der jongste geliefden (tekst: Karel Eykman)                                                                                         | Ja.                                                                |
| 105                    | Waar komt de wind vandaan?         | 5 maart 1980      | Windliedje (tekst: Willem Wilmink) Zoals de wind waait (tekst: Karel Eykman) | Ja.                                                                |
| 106                    | We gaan aan tafel                  | 22 maart 1980     | Soep opera (tekst: Willem Wilmink) Tafelmanieren (tekst: Karel Eykman) | Ja.                                                                |
| 107                    | Oma komt                           | 9 april 1980      | Oma’s (tekst: Willem Wilmink) Oma weet het wel (tekst: Karel Eykman) Met Yoka Berretty                                                                                          | Ja.                                                                |
| 108                    | Ruzie                              | 14 mei 1980       | Een prachtig liedje (tekst: Willem Wilmink) Eigen scheldwoorden (tekst: Karel Eykman)                                                                                           | Ja.                                                                |
| 109                    | Wie heeft er een scheet gelaten?   | 3 mei 1980        | Lekker en toch gezond (tekst: Willem Wilmink) Gasbel in je buik (tekst: Karel Eykman)                                                                                           | Ja.                                                                |
| 110                    | De zoekgeraakte auto               | 18 juni 1980      | ? (tekst: Willem Wilmink) ? (tekst: Karel Eykman) | Nee, alleen filminlassen.                                          |
| Seizoen 8 (1980-1981)  |                                    |                   | |                                                                    |
| 111                    | Ome Willem viert dierendag         | 1 oktober 1980    | Dierendagkoraal (tekst: Willem Wilmink) Zegenwens (tekst: Karel Eykman) | Ja.                                                                |
| 112                    | De clowns leren zwemmen            | 18 oktober 1980   | het koudste meisje van het land (tekst: Willem Wilmink) Koude kinderen (tekst: Karel Eykman)                                                                                    | Ja.                                                                |
| 113                    | Ome Willem wil niet afwassen       | 5 november 1980   | Vrouwen, ontwaakt! (tekst: Willem Wilmink) Aan de afwas (tekst: Karel Eykman)                                                                                                   | Ja.                                                                |
| 114                    | De verloofde van Ome Willem        | 22 november 1980  | Verlovingsopera (tekst: Willem Wilmink) Jufs verloofde (tekst: Karel Eykman) | Ja.                                                                |
| 115                    | August krijgt post                 | 10 december 1980  | Een pakje met de post (tekst: Willem Wilmink) Raden is leuker dan weten (tekst: Karel Eykman)                                                                                   | Nee, alleen filminlassen.                                          |
| 116                    | De neef van Ome Willem             | 27 december 1980  | Wintersport (tekst: Willem Wilmink) Skischans thuis (tekst: Karel Eykman) | Ja.                                                                |
| 117                    | De betoverde klok                  | 14 januari 1981   | Bang voor klokken (tekst: Willem Wilmink) Tikfabriekje (tekst: Karel Eykman) | Ja.                                                                |
| 118                    | Ome Willem heeft Een lui oog       | 31 januari 1981   | Bang voor dokters (tekst: Willem Wilmink) Eerste bril (tekst: Karel Eykman) | Ja.                                                                |
| 119                    | De blinde vriend                   | 18 februari 1981  | Kijken met je ogen dicht (tekst: Willem Wilmink) Aftasten (tekst: Karel Eykman)                                                                                                 | Ja.                                                                |
| 120                    | Grote schoonmaak                   | 7 maart 1981      | Alles moet weg (tekst: Willem Wilmink) Oud behang (tekst: Karel Eykman) | Ja.                                                                |
| 121                    | Ome Willem wordt verwend           | 25 maart 1981     | Ontbijt voor Ome Willem (tekst: Willem Wilmink) Bordje leeg eten (tekst: Karel Eykman)                                                                                          | Ja.                                                                |
| 122                    | Toon mag niet meedoen              | 11 april 1981     | Nooit meer meedoen (tekst: Willem Wilmink) Groepering OWI (tekst: Karel Eykman)                                                                                                 | Ja.                                                                |
| 123                    | Naar de koningin                   | 29 april 1981     | Naar het paleis (tekst: Willem Wilmink) Koningin (tekst: Karel Eykman) | Ja.                                                                |
| 124                    | De opa van August                  | 16 mei 1981       | Oude mensen (tekst: Willem Wilmink) Op leeftijd (tekst: Karel Eykman) | Nee, alleen filminlassen.                                          |
| Seizoen 9 (1981-1982)  |                                    |                   | |                                                                    |
| 125                    | Toon heeft een geit gevonden       | 3 oktober 1981    | Het geitje (tekst: Willem Wilmink) Mag ik een geitje? (tekst: Karel Eykman) | Ja.                                                                |
| 126                    | Met de trein reizen                | 21 oktober 1981   | In de trein (tekst: Willem Wilmink) ? (tekst: Karel Eykman) Met Ab Hofstee | Ja.                                                                |
| 127                    | Ome Willem moet afvallen           | 7 november 1981   | Ik ben dik (tekst: Willem Wilmink) ) ? (tekst: Karel Eykman) | Ja.                                                                |
| 128                    | De clowns mogen hun schoen zetten  | 25 november 1981  | Jij slaapt nog niet (tekst: Willem Wilmink) Strooiavond (tekst: Karel Eykman)                                                                                                   | Ja.                                                                |
| 129                    | Wie heeft er gestolen?             | 12 december 1981  | Van wie is het? (tekst: Willem Wilmink) Jonge schurken (tekst: Karel Eykman) | Ja.                                                                |
| 130                    | Ome Willem viert oudjaar           | 30 december 1981  | Kind met een trommel (tekst: Willem Wilmink) Mijn dochter (tekst: Karel Eykman)                                                                                                 | Ja.                                                                |
| 131                    | De clowns leren lezen              | 16 januari 1982   | Lezen is heerlijk (tekst: Willem Wilmink) Het eerste woord (tekst: Karel Eykman)                                                                                                | Ja.                                                                |
| 132                    | IJspret                            | 3 februari 1982   | Allemaal op het ijs (tekst: Willem Wilmink) IJswalsje (tekst: Karel Eykman) | Ja.                                                                |
| 133                    | Verkleden                          | 20 februari 1982  | Ik wil me gaan verkleden (tekst: Willem Wilmink) Koningin incognito (tekst: Karel Eykman)                                                                                       | Nee.                                                               |
| 134                    | Naar het circus                    | 10 maart 1982     | Leve het circus (tekst: Willem Wilmink) Dompteur thuis (tekst: Karel Eykman) | Nee.                                                               |
| 135                    | Een ongeluk                        | 27 maart 1982     | Bloed, bloed, bloed (tekst: Willem Wilmink) Pleister op de wonde (tekst: Karel Eykman)                                                                                          | Ja.                                                                |
| 136                    | Naar de kapper                     | 14 april 1982     | Naar de kapper (tekst: Willem Wilmink) Haarstukje (tekst: Karel Eykman) | Ja.                                                                |
| 137                    | We gaan kamperen                   | 1 mei 1982        | Gezellig in de auto (tekst: Willem Wilmink) Camping (tekst: Karel Eykman) | Ja.                                                                |
| 138                    | Ome Willem is alleen               | 19 mei 1982       | Eventjes niet (tekst: Willem Wilmink) Lekker alleen (tekst: Karel Eykman) | Nee.                                                               |
| Seizoen 10 (1982-1983) |                                    |                   | |                                                                    |
| 139                    | Teuntje krijgt een puzzel          | 13 oktober 1982   | Stukje blauw, stukje groen (tekst: Willem Wilmink) Puzzelpraat (tekst: Karel Eykman)                                                                                            | Ja.                                                                |
| 140                    | August wil een hond                | 17 november 1982  | Zogenaamde hond (tekst: Willem Wilmink) | Ja.                                                                |
| 141                    | Ome Willem gaat goochelen          | 22 december 1982  | Hebban olla vogala (tekst: Willem Wilmink) Verdwijnende vingers (tekst: Karel Eykman)                                                                                           | Ja.                                                                |
| 142                    | Toon maakt een vliegtuig           | 26 januari 1983   | Ons vliegtuig (tekst: Willem Wilmink) Werkgelegenheid in de vliegtuigbranche (tekst: Karel Eykman)                                                                              | Ja.                                                                |
| 143                    | Ome Willem heeft een fototoestel   | 2 maart 1983      | Foto’s kijken (tekst: Willem Wilmink) Kandit camera (tekst: Karel Eykman) | Ja.                                                                |
| 144                    | Het horloge van August is weg      | 26 maart 1983     | Als de grote boven staat (tekst: Willem Wilmink) Jonge archeoloog (tekst: Karel Eykman)                                                                                         | Ja.                                                                |
| 145                    | Nieuwe schoenen                    | 6 april 1983      | Maar wat wil je dan voor schoenen? (tekst: Willem Wilmink) Trippelzolen, huppelhakken (tekst: Karel Eykman)                                                                     | Ja.                                                                |
| 146                    | De zingende auto                   | 30 april 1983     | De zielige auto (tekst: Willem Wilmink) Auto maatje (tekst: Karel Eykman) | Nee.                                                               |
| 147                    | Picknicken                         | 11 mei 1983       | Picknicken, picknicken (tekst: Willem Wilmink) Picknickvoorpret (tekst: Karel Eykman)                                                                                           | Ja.                                                                |
| 148                    | De piano                           | 21 mei 1983       | Kleine meid uit Yokohama (tekst: Willem Wilmink) Fraai lawaai (tekst: Karel Eykman)                                                                                             | Nee.                                                               |
| Seizoen 11 (1983-1984) |                                    |                   | |                                                                    |
| 149                    | Over het bruggetje                 | 5 oktober 1983    | Daar bij dat bruggetje (tekst: Willem Wilmink) Provenieren (tekst: Karel Eykman)                                                                                                | Ja.                                                                |
| 150                    | Sneeuwpret                         | 9 november 1983   | Vroeger kon het zo hard sneeuwen (tekst: Willem Wilmink) Sneeuwbal deposito (tekst: Karel Eykman)                                                                               | Ja.                                                                |
| 151                    | Pannekoeken bakken                 | 14 december 1983  | Ik weet wel hoe het moet (tekst: Willem Wilmink) ? (tekst: Karel Eykman) | Ja.                                                                |
| 152                    | Naar het nieuwe huis               | 18 januari 1984   | Het nieuwe huis (tekst: Willem Wilmink) Maquette (tekst: Karel Eykman) | Ja.                                                                |
| 153                    | Een baby op bezoek                 | 22 februari 1984  | De slimme baby (tekst: Willem Wilmink) De oppas moet oppassen (tekst: Karel Eykman)                                                                                             | Ja.                                                                |
| 154                    | Toon krijgt straf                  | 28 maart 1984     | Ik ga met je mee (tekst: Willem Wilmink) Ruzie (II) (tekst: Karel Eykman) | Nee.                                                               |
| 155                    | Regen                              | 2 mei 1984        | ? (tekst: Willem Wilmink) Regenboog (tekst: Karel Eykman) | Ja.                                                                |
| 156                    | De geheime hut                     | 6 juni 1984       | Ze vinden ons hier niet (tekst: Willem Wilmink) Onderduikadres (tekst: Karel Eykman)                                                                                            | Ja.                                                                |
| Seizoen 12 (1984-1985) |                                    |                   | |                                                                    |
| 157                    | Ome Willem krijgt post             | 24 oktober 1984   | Hier is de post (tekst: Willem Wilmink) | Ja.                                                                |
| 158                    | Een gebroken ruit                  | 28 november 1984  | Kan het niet een beetje zachter? (tekst: Willem Wilmink) Kattekwaad (tekst: Karel Eykman)                                                                                       | Ja.                                                                |
| 159                    | De vuilnisman komt                 | 2 januari 1985    | De vuilnisman ben ik (tekst: Willem Wilmink) Kleine morgenster (tekst: Karel Eykman)                                                                                            | Ja.                                                                |
| 160                    | Ome Willem is jarig                | 6 februari 1985   | Wel gefeliciteerd (tekst: Willem Wilmink) Groot feestlied (tekst: Karel Eykman)                                                                                                 | Ja.                                                                |
| 161                    | Naakt of bloot                     | 13 maart 1985     | Grote blote billen (tekst: Willem Wilmink) Samen in bad (tekst: Karel Eykman)                                                                                                   | Ja.                                                                |
| 162                    | Wat is er onder de grond?          | 17 april 1985     | Onder de grond (tekst: Willem Wilmink) De onderkant van deze wereld (tekst: Karel Eykman)                                                                                       | Ja.                                                                |
| 163                    | Ome Willem is weg                  | 22 mei 1985       | Waar zou Ome Willem zijn? (tekst: Willem Wilmink) Litanie voor een zieke kat (tekst: Karel Eykman)                                                                              | Ja.                                                                |
| 164                    | Sparen                             | 26 juni 1985      | Toontje, wat spaar jij? (tekst: Willem Wilmink) Niet uit het boekje (tekst: Karel Eykman)                                                                                       | Ja.                                                                |
| 165                    | Waar zijn de lucifers?             | 31 juli 1985      | Bang voor brand (tekst: Willem Wilmink) Fikkie steken (tekst: Karel Eykman) | Ja.                                                                |
| 166                    | Behangen                           | 4 september 1985  | Overal vlekken (tekst: Willem Wilmink) Tabé ouwe sticker (tekst: Karel Eykman)                                                                                                  | Ja.                                                                |
| Seizoen 13 (1985-1986) |                                    |                   | |                                                                    |
| 167                    | Ome Willem z'n moeder              | 2 oktober 1985    | Lieve, lieve Willem (tekst: Willem Wilmink) Papa’s mama (tekst: Karel Eykman)                                                                                                   | Ja.                                                                |
| 168                    | De Chinese vaas                    | 30 oktober 1985   | De zeeroversvaas (tekst: Willem Wilmink) | Ja.                                                                |
| 169                    | Ome Willem zet zijn schoen         | 27 november 1985  | Mijn schoen is veel te klein (tekst: Willem Wilmink) Geen schoen voor Sint (tekst: Karel Eykman)                                                                                | Ja.                                                                |
| 170                    | Gast aan tafel                     | 25 december 1985  | Een gast aan tafel (tekst: Willem Wilmink) Wijzen uit het oosten (tekst: Karel Eykman)                                                                                          | Ja.                                                                |
| 171                    | August heeft in zijn broek geplast | 22 januari 1986   | Natte broeken (tekst: Willem Wilmink) Een eind naar huis (tekst: Karel Eykman)                                                                                                  | Ja.                                                                |
| 172                    | Verkoudheid                        | 19 februari 1986  | Mijn lieveling, hatsjoe (tekst: Willem Wilmink) Snotty song (tekst: Karel Eykman)                                                                                               | Ja.                                                                |
| 173                    | Spoken                             | 19 maart 1986     | Wat wappert en klappert daar in de wind? (tekst: Willem Wilmink) | Ja.                                                                |
| 174                    | Toon krijgt een erfenis            | 16 april 1986     | Witte trouwjapon (tekst: Willem Wilmink) Nieuw bruiloftslied (tekst: Karel Eykman)                                                                                              | Ja.                                                                |
| 175                    | Ome Willem gaat emigreren          | 14 mei 1986       | Vaarwel Ome Willem (tekst: Willem Wilmink) Ik wil niet weg (tekst: Karel Eykman)                                                                                                | Ja.                                                                |
| Seizoen 14 (1986-1987) |                                    |                   | |                                                                    |
| 176                    | Ome Willem is in het buitenland    | 5 januari 1987    | In het buitenland ben ik alleen (tekst: Willem Wilmink) | Ja.                                                                |
| 177                    | Zeerovers                          | 12 januari 1987   | Dat zwarte, dat zwarte daar (tekst: Willem Wilmink) | Ja.                                                                |
| 178                    | De dood van een vogeltje           | 19 januari 1987   | Een dode vogel (tekst: Willem Wilmink) | Ja.                                                                |
| 179                    | Ome Willem vangt boeven            | 26 januari 1987   | Boeven vangen (tekst: Willem Wilmink) | Ja.                                                                |
| 180                    | Ome Willem is verliefd             | 2 februari 1987   | August moet weggaan (tekst: Willem Wilmink) Met Joke Bruijs | Ja.                                                                |
| 181                    | Ome Willem heeft geen zin          | 9 februari 1987   | Als Ome Willem dood zal zijn (tekst: Willem Wilmink) | Ja.                                                                |
| 182                    | Ome Willem maakt nasi              | 16 februari 1987  | Anti-boefrecept (tekst: Karel Eykman) | Ja.                                                                |
| 183                    | August past op het huis            | 23 februari 1987  | Het waren zeven geitjes (tekst: Willem Wilmink) Met Gerard Cox | Ja.                                                                |
| 184                    | August moet in bad                 | 2 maart 1987      | Kleine parelvisser (tekst: Karel Eykman) | Ja.                                                                |
| 185                    | Wensen                             | 9 maart 1987      | Habakuk (tekst: Willem Wilmink) | Ja.                                                                |
| 186                    | Naar België                        | 16 maart 1987     | Verdwaald, verdwaald zijn wij (tekst: Willem Wilmink) | Ja.                                                                |
| 187                    | De grote reis                      | 23 maart 1987     | Mijn eigen boot (tekst: Willem Wilmink) | Ja.                                                                |
| Seizoen 15 (1987-1988) |                                    |                   | |                                                                    |
| 188                    | Ingebroken                         | 17 januari 1988   | Een doosje met muziek (tekst: Willem Wilmink) | Ja.                                                                |
| 189                    | Vogels voeren                      | 24 januari 1988   | Vogeltje in de winter (tekst: Karel Eykman) | Ja.                                                                |
| 190                    | Ik zie, ik zie wat jij niet ziet   | 31 januari 1988   | Ik zie, ik zie (tekst: Willem Wilmink) | Ja.                                                                |
| 191                    | Ome Willem gaat vissen             | 7 februari 1988   | Hengelen bij de vliet (tekst: Willem Wilmink) | Ja.                                                                |
| 192                    | Ome Willem heeft jeuk              | 14 februari 1988  | Overal jeuk (tekst: Willem Wilmink) | Ja.                                                                |
| 193                    | Honger                             | 21 februari 1988  | Restaurant Chez Willem (tekst: Karel Eykman) | Ja.                                                                |
| 194                    | Koud en warm                       | 28 februari 1988  | Toon heeft een brief geschreven (tekst: Willem Wilmink) Met Aart Staartjes | Ja.                                                                |
| 195                    | Het onweert                        | 6 maart 1988      | Donder op (tekst: Karel Eykman) | Ja.                                                                |
| 196                    | August wil bij de politie          | 13 maart 1988     | Opgebracht (tekst: Willem Wilmink) Met Marieke van der Pol | Ja.                                                                |
| 197                    | De broer van Ome Willem            | 20 maart 1988     | Mijn grote broer (tekst: Karel Eykman) Met Frank Groothof | Ja.                                                                |
| 198                    | De grote schoonmaak                | 27 maart 1988     | Dat is toch niet opgezogen? (tekst: Willem Wilmink) | Ja.                                                                |
| 199                    | Op de camping                      | 3 april 1988      | Nachtpis (tekst: Karel Eykman) | Ja.                                                                |
| Seizoen 16 (1988-1989) |                                    |                   | |                                                                    |
| 200                    | Ome Willem is in zijn eentje jarig | 26 maart 1989     | Op mijn feest (tekst: Willem Wilmink) Met Peter Jan Rens, Annemieke Hoogendijk, Aart Staartjes (als koningin) en Hakim Traïdia                                                  | Ja.                                                                |
| 201                    | Roodkapje                          | 2 april 1989      | Ballade van de rode kap (tekst: Willem Wilmink) | Ja.                                                                |
| 202                    | August kan het zelf                | 9 april 1989      | Het Pleebekbeest (tekst: Karel Eykman) | Ja.                                                                |
| 203                    | August wil niet naar bed           | 16 april 1989     | Nog even (tekst: Karel Eykman) | Ja.                                                                |
| 204                    | Ome Willem gaat uit                | 23 april 1989     | Zonder oppas (tekst: Willem Wilmink) | Ja.                                                                |
| 205                    | De oma van August komt             | 30 april 1989     | En oma breide voort (tekst: Karel Eykman) Met Wieteke van Dort | Ja.                                                                |
| 206                    | August loopt weg                   | 7 mei 1989        | Vier windstreken (tekst: Karel Eykman) | Ja.                                                                |
| 207                    | Moederdag                          | 14 mei 1989       | Iets kopen voor Moederdag (tekst: Karel Eykman) | Ja.                                                                |